# Истина (странка)
Истина (вл. Adavĭeră) је политичка странка влашке националне мањине из Новог Сада настала је 2020. године од некадашње Ниједан од понуђених одговора. Председница странке је мастер еколог Ивана Вујасин. 
Странка се залаже за очување животне средине, еколошку политику, социјалну правду, заштиту људских права, потпуну легализацију канабиса, потпуну легализацију сексуалног рада, успостављање и поштовање женских права и заштиту права животиња.
Странка 2020. године учествује на градским изборима и осваја једно одборничко место у Скупштини града Новог Сада. Председница Одборничке групе За наш Нови Сад - Истина била је одобрница странке Истина Ивана Вујасин, поред ње одборничку групу чинили су још два самостална одборника са листе СНС-а и СПАС-а.